# Instituto Brasileño de Derecho de Familia
El Instituto Brasileño de Derecho de Familia (IBDFAM) es una entidad técnico-científica sin fines de lucro, creada el 25 de octubre del año 1997 en la ciudad de Belo Horizonte, estado de Minas Gerais , durante el Primer Congreso Brasileño de Derecho de Familia. 
Con sede en Bello Horizonte, el IBDFAM promueve estudios, investigaciones y discusiones con un enfoque interdisciplinario, actuando en diversos sectores de la sociedad en apoyo de la familia brasileña. El IBDFAM también actúa como instrumento de intervención en el sentido de promover el derecho al ejercicio de la ciudadanía plena y en defensa de los derechos de las familias en Brasil.
Actualmente, el IBDFAM ha alcanzado el número de casi 10.000 miembros, entre ellos abogados, trabajadores sociales, defensores públicos, jueces, estudiantes, fiscales, psicoanalistas y psicólogos, abogados de Brasil y del extranjero.
```
El Instituto "trabaja para promover y asegurar los derechos cívicos de todos los miembros de la sociedad brasileña, y de todas las 
familias
 brasileñas, tradicionales y no tradicionales" .
[
4
]
 IBDFAM también promueve y busca participar en diálogos y mesas redondas en Brasil y en el extranjero.
```

La juezMaria Berenice Dias, del estado de Rio Grande do Sul, es la fundadora del Instituto Brasileño de Derecho de Familia y actualmente es vicepresidenta (en 2006). La doctora Dias fue la primera juez mujer en ocupar el puesto en su estado natal. También se convirtió en candidata a la Corte Suprema de Justicia de Brasil a principios del 2006.
El Instituto tiene el objetivo de desarrollar y divulgar el conocimiento sobre el Derecho de Familia, además de actuar como fuerza representativa en las cuestiones pertinentes a las familias brasileñas. Desde su fundación, viene trabajando en la tentativa de adecuar la atención a las diversidades y especificidades de las demandas sociales que recurren a la Justicia.
El Instituto tiene su representación consolidada por medio de las direcciones provinciales en todos los estados brasileños. En el 2015, el IBDFAM completa dieciocho años de nuevos paradigmas en el campo del Derecho de las Familias brasileño y fue reconocido por el Ministerio de la Justicia como entidad de utilidad pública federal.